# 低ガンマグロブリン血症
低ガンマグロブリン血症（ていガンマグロブリンけっしょう、英: hypogammaglobulinemia）は、十分量のγグロブリンが血中に産生されない、免疫系の問題である。その結果、抗体量が減少し、免疫系が弱まり感染症のリスクが高まる。低ガンマグロブリン血症は、分類不能型免疫不全症など免疫系のさまざまな遺伝的欠陥によって引き起こされる場合や、投薬、血液のがん、栄養不良、非選択性糸球体性タンパク尿による尿中へのγグロブリンの喪失などを原因として副次的に引き起こされる場合がある。低ガンマグロブリン血症の患者は免疫機能が低下しているため、生ワクチンの使用を避けること、そして風土病の流行地域や衛生状態の悪い地域へ旅行する際には、予防接種を受ける、抗生物質を服用する、安全な水または沸かした水しか飲まない、旅行前に適切な医療を手配しておく、必要な免疫グロブリン注入を継続するといった予防措置をとることが重要である。

## タイプ
次に挙げるのはOMIMに登録されている無ガンマグロブリン血症（agammaglobulinemia）のタイプの一覧である。低ガンマグロブリン血症には他のタイプも存在する。
| タイプ | OMIM   | 遺伝子 |
| ------ | ------ | ------ |
| AGM1   | 601495 | IGHM   |
| AGM2   | 613500 | IGLL1  |
| AGM3   | 613501 | CD79A  |
| AGM4   | 613502 | BLNK   |
| AGM5   | 613506 | LRRC8A |
| AGM6   | 612692 | CD79B  |

## 症状と徴候
低ガンマグロブリン血症の症状の特徴は、反復性、慢性または非定型の感染症の病歴であることが多い。感染症は気管支炎、耳炎、髄膜炎、肺炎、副鼻腔炎、皮膚感染症などであるが、これらに限定されるわけではない。こうした感染は器官を損傷する場合があり、重篤な合併症が引き起こされる場合がある。他の症状には、慢性の下痢、生ワクチンの接種に伴う合併症などがある。慢性的な器官損傷による特定の症状は、反復性感染と関係している場合がある。例えば、息切れ、慢性的な咳や痰は気管支拡張症の可能性がある。副鼻腔の痛み、鼻汁、後鼻漏は慢性副鼻腔炎の可能性がある。下痢と脂肪便は吸収不良の可能性がある。
乳児の一過性低ガンマグロブリン血症（transient hypogammaglobulinemia、THI）は生後6ヶ月から12ヶ月の間に問題となることが多く、耳、副鼻腔、肺への高頻度の感染を症状とする。他の症状には、気道感染症、食物アレルギー、湿疹、尿路感染症、腸管感染症などがある。

## 原因
低ガンマグロブリン血症は、原発性または続発性の免疫不全によって引き起こされる場合がある。原発性免疫不全はゲノムの変異を原因とする。例えば、CD21の遺伝子の複合ヘテロ接合型変異が低ガンマグロブリン血症と関係していることが2012年の研究で発見されている。遺伝子解析によって、この患者のCD21の父方アレルはエクソン6のスプライシング供与部位が破壊されており、母方アレルはエクソン13に未成熟終止コドンが形成される変異が生じていることが明らかにされている。100人の健常対照群ではいずれの変異も見つからず、これらの変異は稀なものであることが示されている。さまざまなタイプの原発性免疫不全の原因遺伝子として、約300種類の遺伝子が同定されている。これらは免疫系のさまざまな部分に影響を与え、その中には免疫グロブリンの産生も含まれる。原発性免疫不全は最初の臨床症状から診断まで数年かかることが多い。原発性免疫不全症候群には、毛細血管拡張性運動失調症（A-T）、常染色体劣性無ガンマグロブリン血症（ARA）、分類不能型免疫不全症（CVID）、高IgM症候群、IgGサブクラス欠損症、 isolated non-IgG immunoglobulin deficiencies、重症複合免疫不全症（SCID）、特異抗体産生不全症、ウィスコット・アルドリッチ症候群、X連鎖無ガンマグロブリン血症などがある。CVIDは最も一般的な原発性免疫不全である。SCIDは医療措置を必要とする緊急事態であると考えられており、疑われる場合には診断と治療のために直ちに専門のセンターへ紹介する必要がある。低ガンマグロブリン血症は他の疾患などの結果として発症する場合がより多い。これらは続発性または後天性免疫不全と呼ばれ、慢性リンパ性白血病（CLL）、悪性リンパ腫、多発性骨髄腫などの血液のがん、HIV、ネフローゼ症候群、栄養不良、蛋白漏出性胃腸症、臓器移植、放射線療法などが原因となる。また、副腎皮質ホルモン、化学療法薬、抗てんかん薬などの投薬も低ガンマグロブリン血症の原因となる場合がある。

## スクリーニング
CVIDや選択的IgA欠損症の患者の近縁者の免疫グロブリンレベルのスクリーニングによって、家族性の遺伝は10%から20%であることが知られている。こうした変異の保因者が子供を持つことを望む場合、着床前診断が行われる場合がある。着床前診断は、着床前の胚や卵の遺伝的欠陥の検査として定義される。これには、体外受精、胚生検、一細胞蛍光in situハイブリダイゼーションまたはポリメラーゼ連鎖反応のいずれかが必要であり、複雑な手順を必要とする。こうした人為的選択の倫理性を疑問視する声もあるが、一般的には出生前診断の重要な代替手段としてみなされている。続発性免疫不全の予防には、低ガンマグロブリン血症を発症するリスクの高い患者を注意深く観察することが必要である。そのためには、血液のがんの患者、化学療法やリツキシマブなどの免疫抑制療法を受けている患者の免疫グロブリンレベルの測定が必要である。

## 治療
原発性免疫不全症に対する治療プロトコルはタイプによって大きく異なる。専門のセンターで行われる治療の目的は、多くの場合は合併症のリスクの低減である。治療の1つはガンマグロブリンの非経口投与であり、1か月ごとに静脈注射または皮下注射、また最近では週ごとの自己投与による持続皮下注入も行われる。いずれの場合も、軽度のアレルギー反応が生じることが一般的であり、通常はジフェンヒドラミンの経口投与によって管理可能である。免疫グロブリン補充療法と未治療患者の比較に関するエビデンスは限られており、そのため治療ガイドラインは主に観察研究に基づいたものである。他の標準的な治療としては、PEG-ADAと呼ばれる酵素の補充療法やニューモシスチス肺炎の予防のための抗生物質の投与などが行われる。
新たな治療法の1つとして造血幹細胞移植があり、SCID、CD40欠損症やCD40リガンド欠損症、ウィスコット・アルドリッチ症候群など、多くの複合型原発性免疫不全症の標準治療としてみなされているが、ここ20年では続発性免疫不全においても利用されている。他の新たな治療法としては遺伝子治療があり、X連鎖型SCID、アデノシンデアミナーゼ欠損症によるSCID、慢性肉芽腫症の治療に利用されている。

## 予後
低ガンマグロブリン血症の早期発見と治療は、罹患率や長期的な肺合併症の可能性を低減することが知られている。高いIgG値と感染の頻度の低下に関連性があることを示すエビデンスが存在する。低ガンマグロブリン血症が未発見や未治療の場合の予後は一般的に悪く、慢性的な肺障害や気管支拡張症が発生している場合には特に悪いものとなる。しかしながら、低ガンマグロブリン血症の診断は大きく遅れることが多い。

## ウイルス進化に対する影響
C型肝炎ウイルスのゲノムの多様性に関する研究では、低ガンマグロブリン血症を抱える患者では対照群の患者よりも1年あたりのヌクレオチド置換の数が少ないことが発見されており、免疫系によって引き起こされる選択圧が存在しない場合、ウイルス種の遺伝的多様性の発生頻度が低下することが示唆されている。この研究は5人の対照群の患者と、特に重度の低ガンマグロブリン血症であるCVIDの4人の患者に対して行われた。対照群の患者の平均ヌクレオチド置換率は1年あたり6.954ヌクレオチドであるのに対し、CVIDの患者では1年あたり0.415ヌクレオチドであった。CVIDの患者でも変異は生じるものの、免疫系による選択が存在しない場合には稀なものにとどまる傾向がある。

## 用語
「低ガンマグロブリン血症」（hypogammaglobulinemia）と「無ガンマグロブリン血症」（agammaglobulinemia）はおおむね同義である。後者の用語が用いられる場合（X連鎖無ガンマグロブリン血症など）、ガンマグロブリンは単に減少しているだけでなく、完全に存在しないことを示している。現在の検査法では、ほとんどの無ガンマグロブリン血症が低ガンマグロブリン血症としてより正確に定義されるようになったが、この区別は通常は臨床的な意味を持たない。「低ガンマグロブリン血症」は、一部の種類のガンマグロブリンのみが減少し他の種類のガンマグロブリンは減少しない「異ガンマグロブリン血症」（ガンマグロブリン異常血症、dysgammaglobulinemia）とは区別される。

## 関連文献
- Rose, M. E.; Lang, D. M. (2006). “Evaluating and managing hypogammaglobulinemia”. Cleveland Clinic Journal of Medicine 73 (2):  133–7, 140, 143–4. doi:10.3949/ccjm.73.2.133. PMID 16478038.
- Robert Y Li, et al.: "Hypogammaglobulinemia", Medscape. Accessed 2009-07-17.